# Turecké námořnictvo
Turecké námořnictvo (Türk Deniz Kuvvetleri) je námořní složkou tureckých ozbrojených sil. Je pokračovatelem tradic osmanského námořnictva a zároveň nejsilnějším námořnictvem v celém regionu. V posledních dvou dekádách prochází výraznou modernizací. Tvoří ho 48 600 vojáků v aktivní službě a 55 000 záložníků. Námořnictvo se skládá z cca 200 lodí různých typů, z toho 16 fregat, 10 korvet, 14 ponorek, 43 pobřežních bojových lodí a 117 podpůrných lodí. Námořní letectvo tvoří 28 letadel a vrtulníků. Námořnictvo je součástí sil NATO, jeho hlavním rivalem je však řecké námořnictvo.

## Složení

### Ponorky

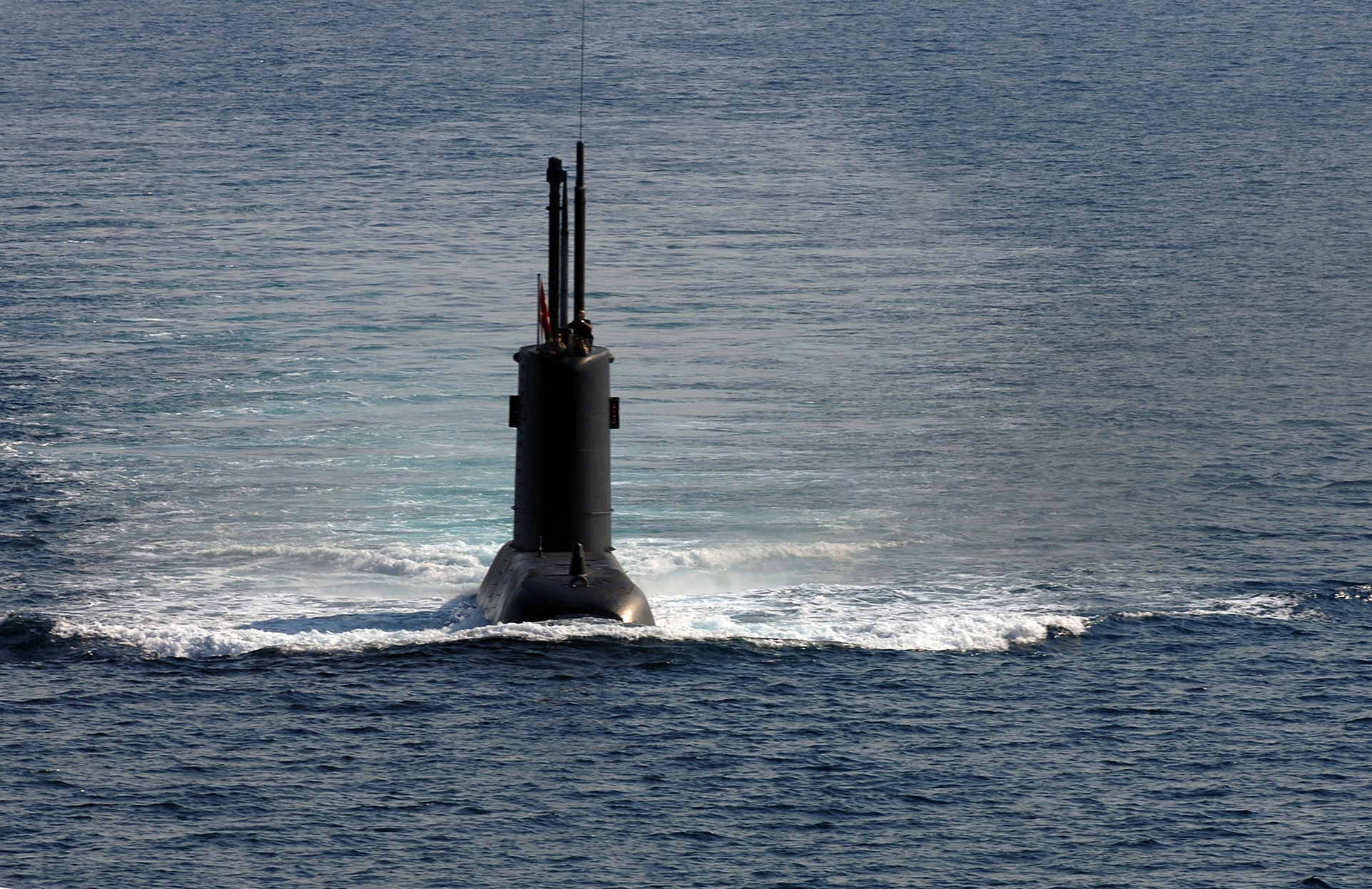
Preveze (S-353)

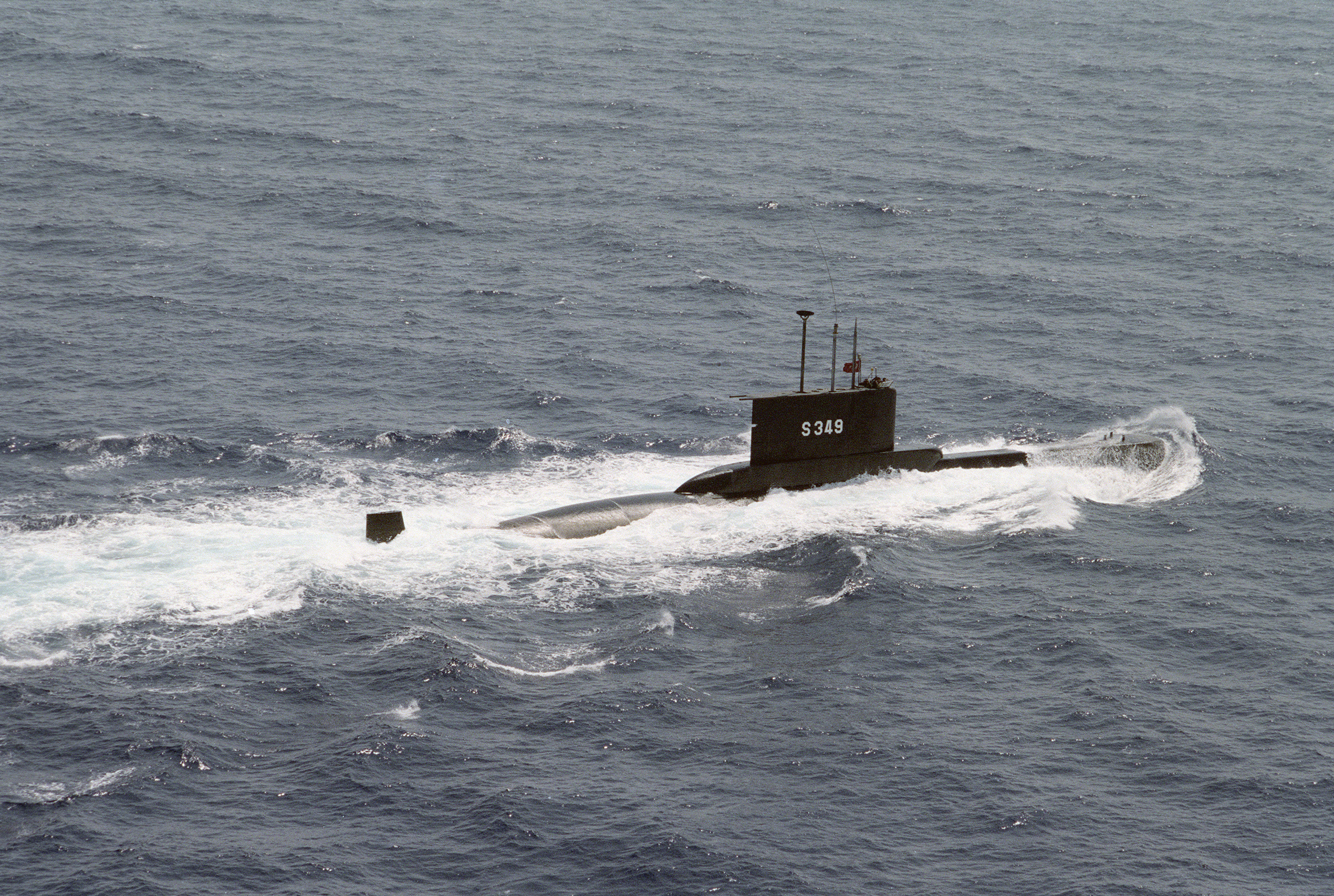
Batiray (S-349)

- Třída Reis (Typ 214TN)
  - Piri Reis (S-330)

- Třída Gür (Typ 209T2/1400)
  - Gür (S-357)
  - Canakkale (S-358)
  - Burakreis (S-359)
  - Birinci Inönü (S-360)

- Třída Preveze (Typ 209T1/1400)
  - Preveze (S-353)
  - Sakarya (S-354)
  - 18 Mart (S-355)
  - Anafartalar (S-356)

- Třída Atılay (Typ 209/1200)
  - Atilay (S-347)
  - Saldiray (S-348)
  - Batiray (S-349)
  - Yildiray (S-350)
  - Doganay (S-351)
  - Dolunay (S-352)

### Fregaty
- Třída Istanbul (TF-100)
  - Istanbul (F-515)

- Třída Yavuz (MEKO 200 TN)[2]
  - Yavuz (F-240)
  - Turgut Reis (F-241)
  - Fatih (F-242)
  - Yıldırım (F-243)

- Třída Barbaros (MEKO 200 TN II-A)[2]
  - Barbaros (F-244)
  - Oruç Reis (F-245)

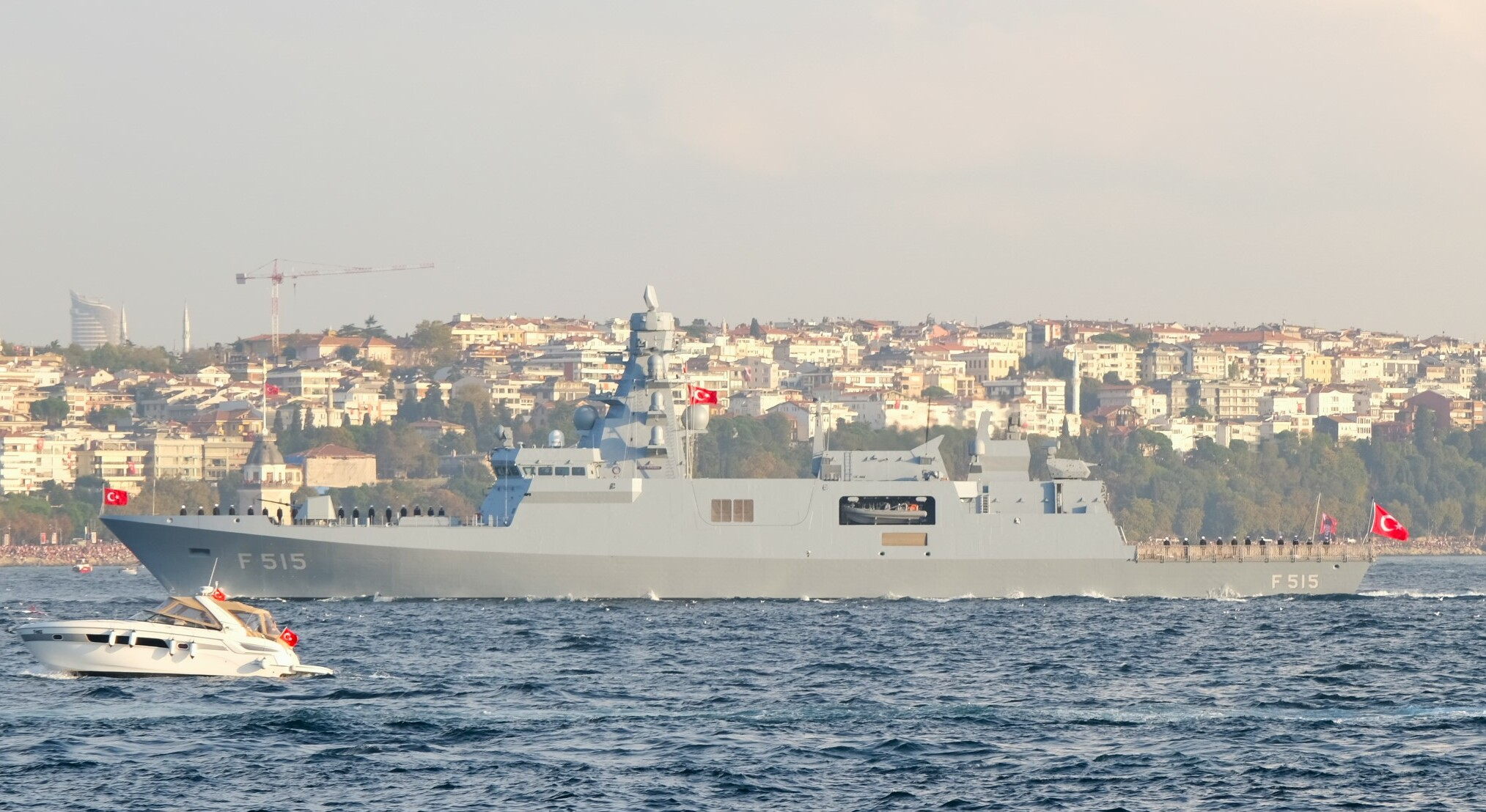
Istanbul (F-515)

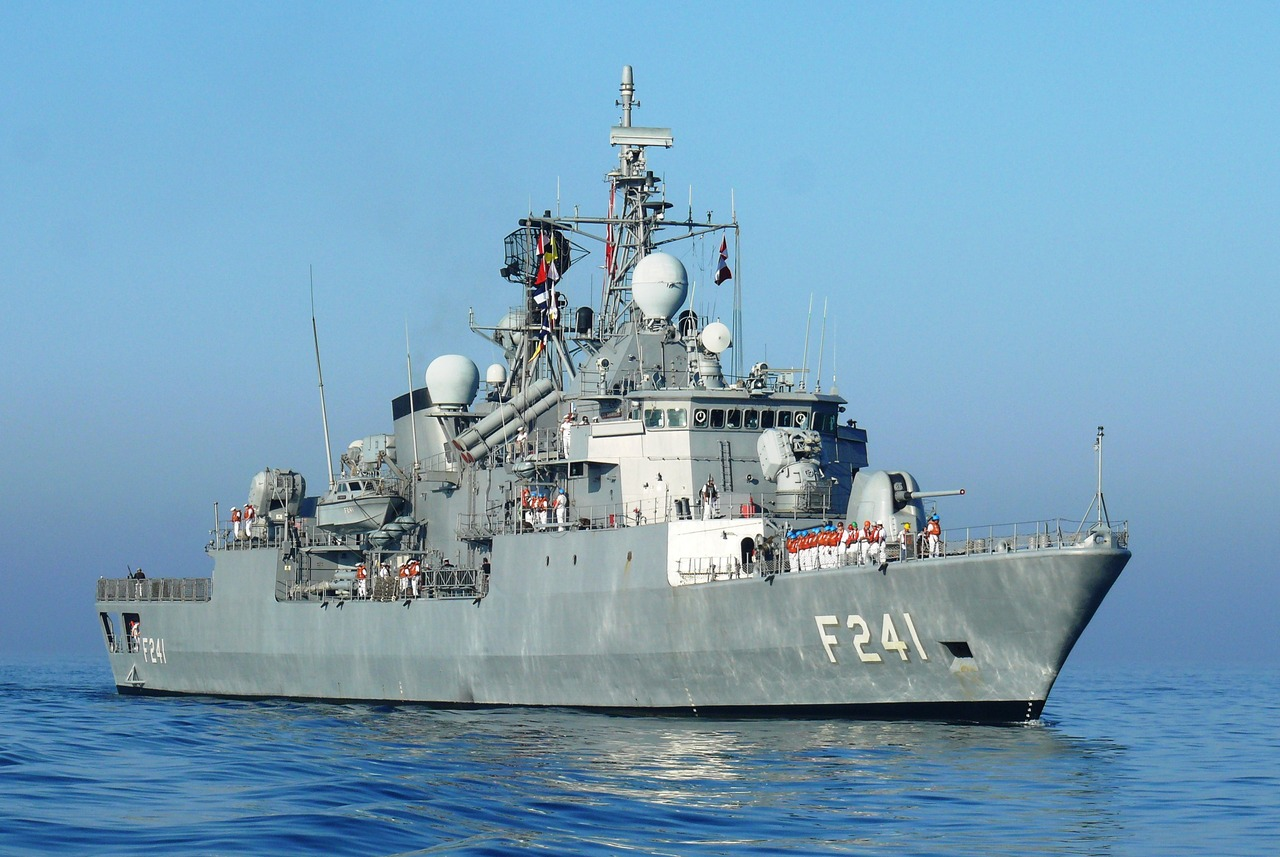
Turgut Reis (F-241)

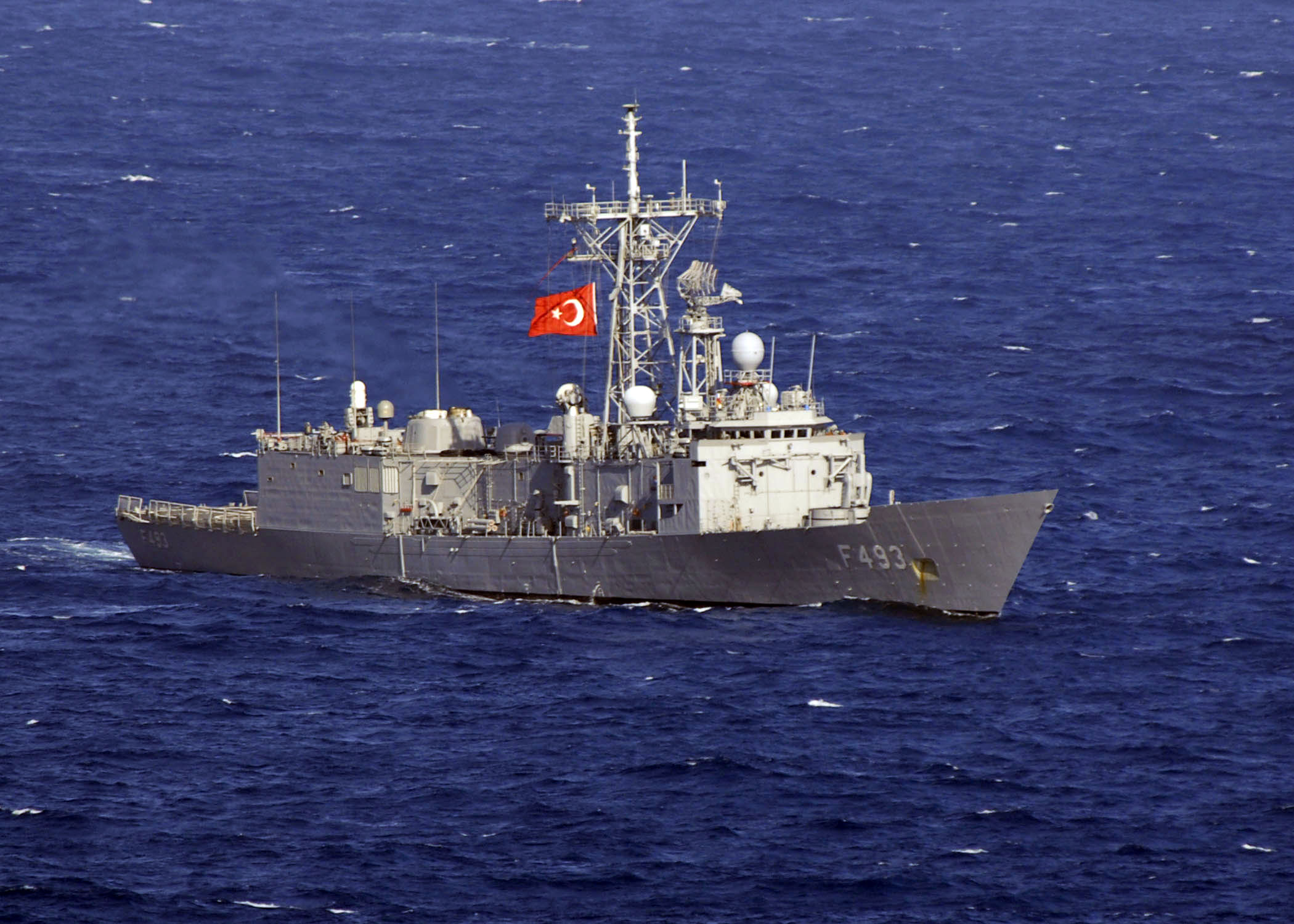
Gelibolu (F-493)

- Třída Salih Reis (MEKO 200 TN II-B)[2]
  - Salih Reis (F-246)
  - Kemal Reis (F-247)

- Třída G (americká třída Oliver Hazard Perry)
  - Gaziantep (F-490), ex-USS Clifton Sprague (FFG-16)
  - Giresun (F-491), ex-USS Antrim (FFG-20)
  - Gemlik (F-492), ex-USS Flatley (FFG-21)
  - Gelibolu (F-493), ex-USS Reid (FFG-30)
  - Gökçeada (F-494), ex-USS Mahlon S. Tisdale (FFG-27)
  - Gediz (F-495), ex-USS John A. Moore (FFG-19)
  - Gökova (F-496), ex-USS Samuel Eliot Morison (FFG-13)
  - Göksu (F-497), ex-USS Estocin (FFG-15)

### Korvety
- Třída Ada
  - Heybeliada (F-511)
  - Büyükada (F-512)
  - Burgazada (F-513)
  - Kinaliada (F-514)

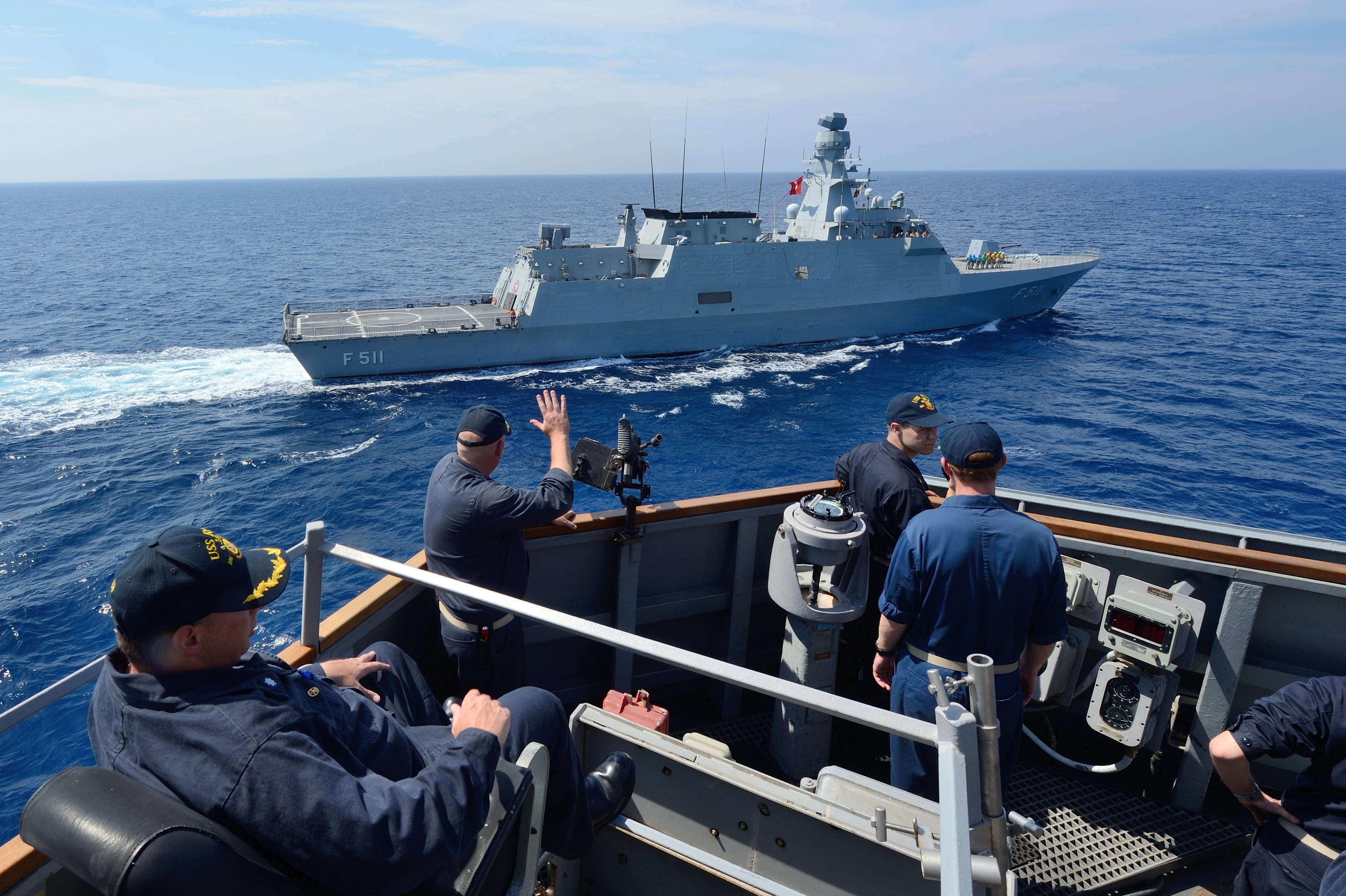
Heybeliada (F-511)

- Třída B (francouzská třída D'Estienne d'Orves)
  - Bozcaada (F-500), ex-Commandant de Pimodan (F787)
  - Bodrum (F-501), ex-Drogou (F783)
  - Bandırma (F-502), ex-Quartier-Maître Anquetil (F786)
  - Beykoz (F-503), ex-D'Estienne d'Orves (F781)
  - Bartın (F-504), ex-Amyot d'Inville (F782)
  - Bafra (F-505), ex-Second-Maître Le Bihan (F788)

### Raketové čluny

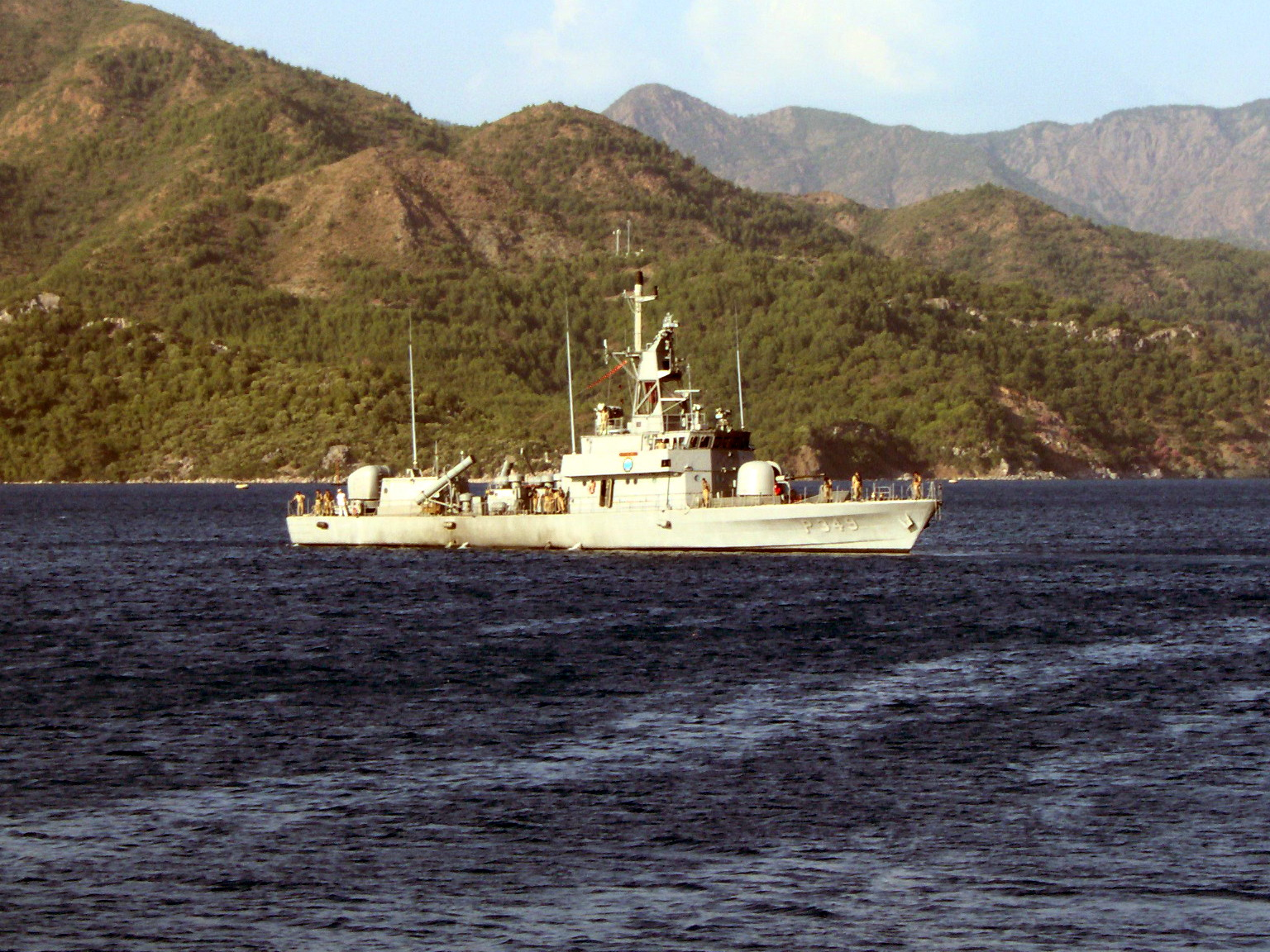
Raketový člun třídy Yıldız

- Třída Kılıç (9 ks)
- Třída Yıldız (2 ks)
- Třída Doğan (8 ks)

### Hlídkové čluny
- Třída Tuzla (16 ks)
- Třída AB-25 (6 ks)

### Minolovky

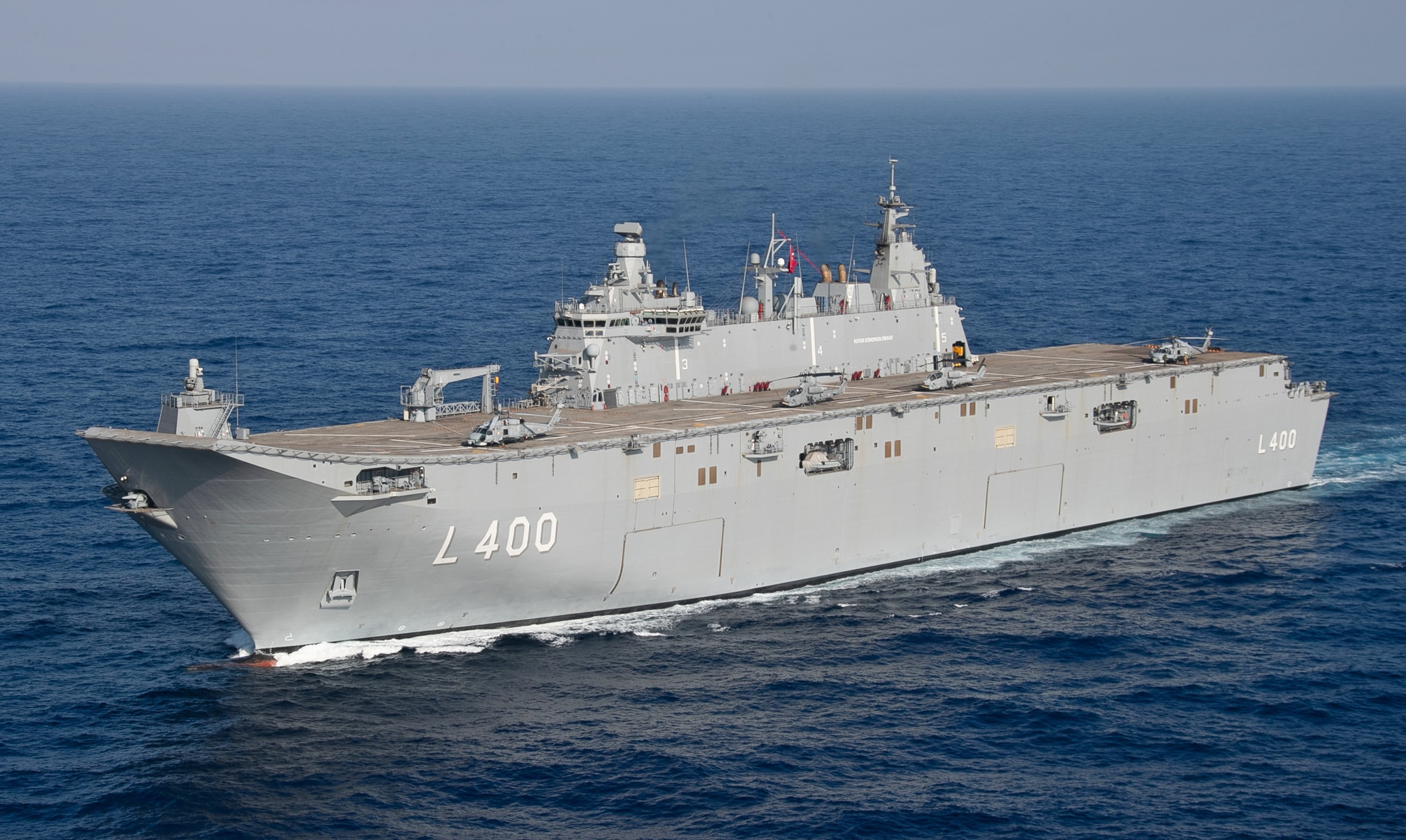
Anadolu (L400)

- Třída Aydin (6 ks)
- Třída Circé (5 ks)

### Výsadkové lodě
- Třída Anadolu – vrtulníková výsadková loď
  - Anadolu (L400)

- Osmangazi (NL-125)

- Třída Bayraktar – tanková výsadková loď
  - Bayraktar (L402)
  - Sancaktar (L403)

- Třída Ç-151 – tanková výsadková loď
- Třída Ç-139 – tanková výsadková loď

### Pomocné lodě

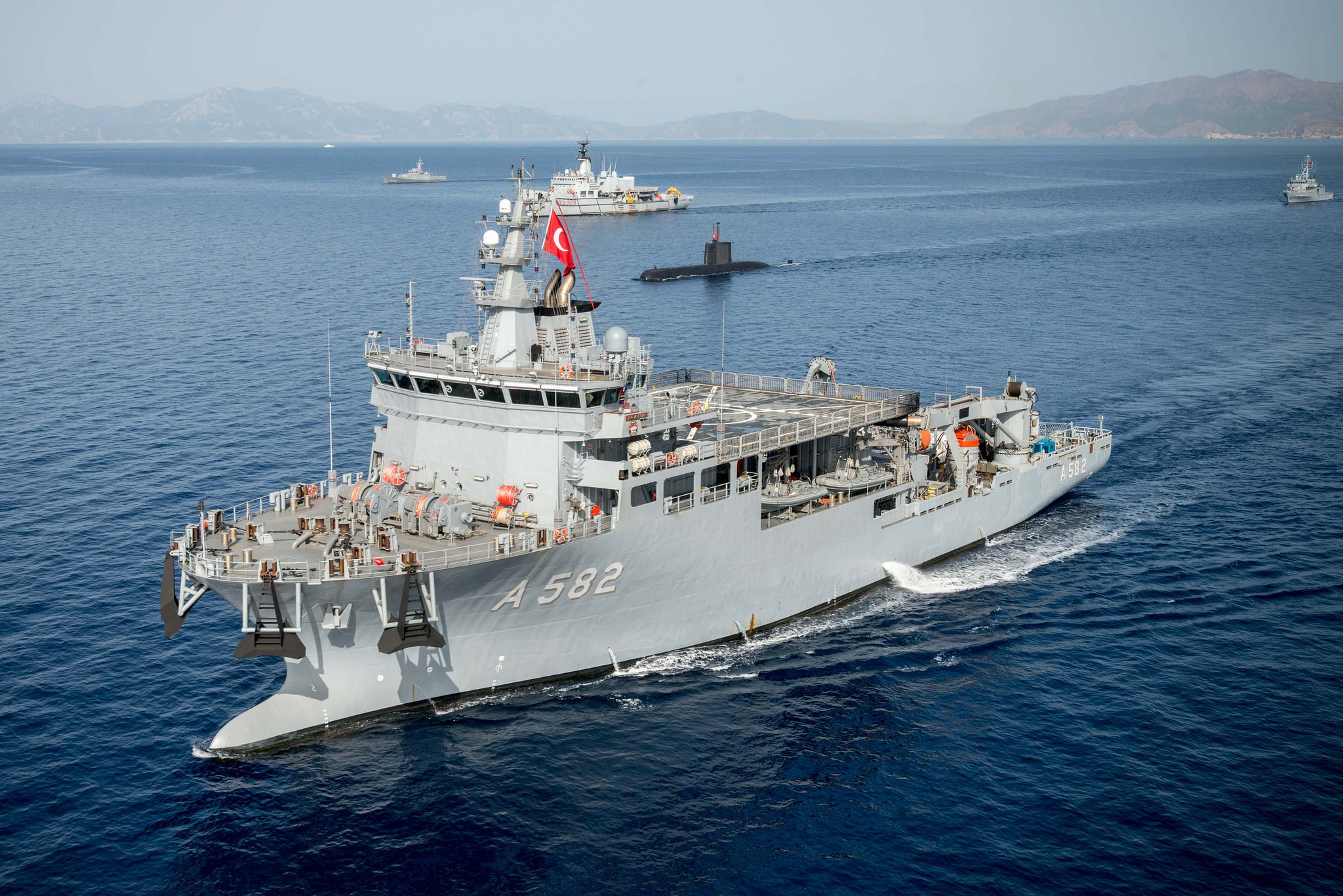
Alemdar (A-582)

- Derya (A-1590) – bojová zásobovací loď

- Třída Yzb. Güngör Durmuş – logistická podpůrná loď
  - Yzb. Güngör Durmuş (A-574)
  - Ütğm. Arif Ekmekçi (A-575)

- Třída Akar – logistická podpůrná loď
  - Akar (A-580)
  - Yarbay Kudret Güngör (A-595)

- Třída Albay Hakkı Burak – zásobovací tanker
  - Albay Hakkı Burak (A-571)
  - Yzb. İhsan Tulunay (A-572)

- Třída Işın – záchranná loď
  - Işın (A-583)
  - Akın (A-584)

- Alemdar (A-582) – záchranná loď ponorek

- Çeşme (A-579) – výzkumná loď
- Çubuklu (A-594) – výzkumná loď

- Ufuk (A-591) – cvičná, testovací a zpravodajská loď (SIGINT/ELINT)

- Savarona (A-490) – prezidentská jachta

### Cvičné lodě
- Třída E (8 ks)

## Projekty rozvoje
- Program MUGEN (Milli Uçak Gemisi) – Domácí letadlová loď. Ve stavbě od roku 2025.[3]
- Program MİLDEN (Milli Denizalti) – Program vývoje domácích konvenčních ponorek. Dokončení prototypu je očekáváno v polovině 30. let 21. století. Ve stavbě od roku 2025.[3]
- Program MİLGEM (Milli Gemi)
  - Třída Istanbul (TF-100) (plánováno až 8 ks) – Fregaty domácí konstrukce.
  - třídy TF2000 (plánováno až 8 ks) – Protiletadlové fregaty domácí konstrukce.
- Třída Hisar (plánováno až 10 ks) – Oceánské hlídkové lodě odvozené od korvet třídy Ada.
- Třída Ç-151 (8 ks) – druhá série
- Typ 214TN (5 ks) – Ponorky s pomocným pohonem nezávislým na přístupu vzduchu.
- Program Akaryakıt Gemisi (4 ks) – zásobovací tanker
- Vrtulníková výsadková loď TCG Trakya – Plánovaná druhá jednotka třídy Anadolu.[4]